# Le Petit Ardennais
Le Petit Ardennais est un quotidien régional républicain français, diffusé dans les Ardennes, fondé en mars 1880, par l'industriel et homme politique Émile Corneau, républicain et franc-maçon, ami de Léon Gambetta.  Il fut dirigé par son fondateur, mort en 1906, puis par son fils Georges Corneau, mort en 1934. Il cesse sa parution en 1940, mais la reprend en 1942, est autorisé à reparaître par l'occupant et est amené à publier des articles d'inspiration nazie. Le journal doit fermer le 30 août 1944.

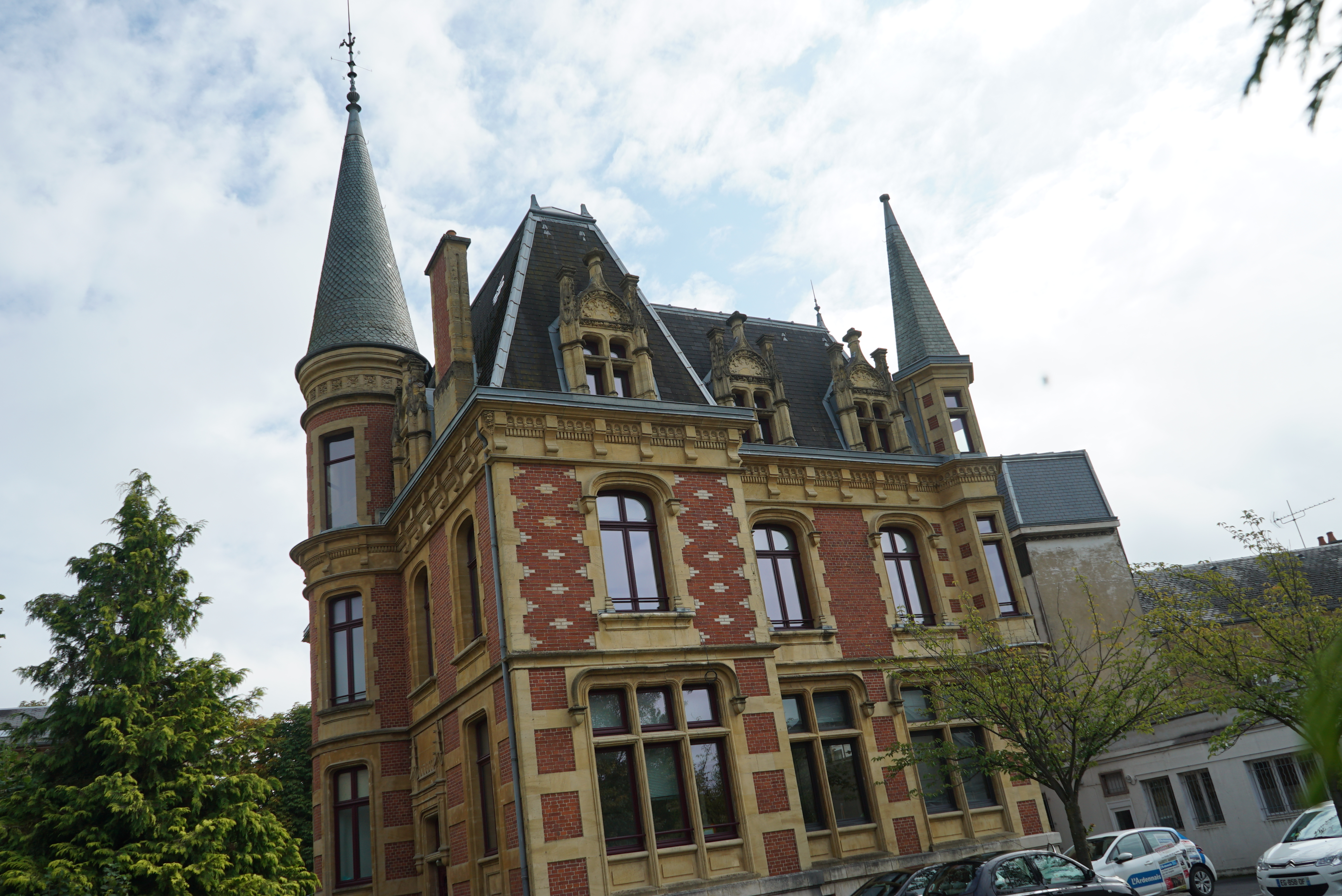
Son siège à Charleville-Mézières.

## Historique
Le journal est créé initialement, en mars 1880, par l'industriel Émile Corneau pour servir ses ambitions politiques et les idées républicaines. Le quotidien est vendu 1 sou. Le journal se confronte autant à la presse conservatrice, royaliste ou catholique qu'aux feuilles d'inspiration socialiste, telle L’Émancipation créée par Jean Baptiste Clément en 1888. Le journal, qui se manifeste par son anticléricalisme, est surnommé le Pétard, un surnom résumant son titre (PETit ARDennais) et peut-être son contenu.
En 1883, le fondateur fait appel à un journaliste d'origine méridionale, Albert Meyrac, de conviction laïque, pour diriger la rédaction.
Le 26 août 1914, le journal s'interrompt à la suite de l'invasion allemande dès les premières semaines de la guerre de 1914-1918. C'est le numéro 11 998. Il reprend le 18 février 1919, au numéro 11 999. Dans l'entre-deux-guerres, un nouveau média, la radio, apparaît, concurrençant progressivement la presse. Et la Seconde Guerre mondiale se déclenche en 1939. Dès le déclenchement de la guerre, le quotidien est soumis, comme tous les autres journaux, à la censure. Le 12 mai 1940, à la suite de la percée de Sedan, le journal s'arrête de fonctionner, une nouvelle fois. 
En septembre 1942, le régime de Vichy insiste pour qu'il y ait en Ardennes un média entre l'administration et les populations. Le quotidien est autorisé à reparaître et son conseil d'administration y est encouragé. Mais un responsable nazi est désormais présent dans les locaux pesant sur les choix rédactionnels,. Un rédacteur en chef est imposé par les Allemands. Et à la suite de la libération de la France, le numéro du 30 août 1944 est le dernier numéro. Poursuivie sur requête du gouvernement, la société détentrice du journal fait l'objet d'un jugement de la Cour de Nancy en mai 1946 qui conclut à sa dissolution et à la confiscation de la moitié de son patrimoine au profit de l’État.

### Sources sur le web
- « Journal "Le Petit Ardennais" (1880-1944) », sur le site www.numerique.culture.fr.
- « Petit Ardennais », sur le site des Archives départementales des Ardennes.